# Хэм-Рок
Хэм-Рок, букв. «Ветчинный риф» (англ. Ham Rock) — вымышленный скалистый остров из романа французского писателя Жюля Верна «Ченслер» (1875). На него налетел трансатлантический корабль «Ченслер», следовавший из Чарльстона в Ливерпуль. До этого в его трюмах в открытом море стал гореть груз хлопка. Пожар вначале в явном виде не обнаруживался, но со временем пламя вырывается наружу. Во время бури корабль терпит бедствие, наскочив ночью 29 октября 1869 года на южный мыс неизвестного базальтового островка в Саргассовом море. Его название было придумано одним из персонажей книги по причине подобия очертаний на кусок йоркской ветчины (ham — ветчина). «— Удачное название, — говорю я, — риф Хэм-Рок! Но пусть мореплаватели не слишком приближаются к нему, надо иметь крепкие зубы, чтобы отведать этакой ветчинки», — прокомментировал это решение повествователь, господин де Казаллон. 
На поверхности островка не было обнаружено представителей ни растительного, ни животного мира. В связи с этим был сделан вывод, а также по ряду других признаков, что Хэм-Рок появился недавно в результате вулканической активности и может исчезнуть столь же быстро как и другие подобные острова. Через несколько недель после кораблекрушения экипажу и пассажирам удалось провести неотложные ремонтные работы и, взорвав преграждающую выходу в открытое море скалу, «Ченслер» снялся с рифов. На пути к спасению уцелевшим пришлось пройти ещё множество испытаний. Позже никому из мореплавателей не удалось обнаружить остров, в связи с чем был сделан вывод, что он ушёл под воду.  
Марк Дж. П. Вольф включил Хэм-Рок в список вымышленных миров, впервые появившихся в произведении культуры. В него попали объекты выбранные по размеру, масштабу, степени субкреации, сложности, популярности, известности, исторической значимости или уникальности.  